# 자야 (시설)

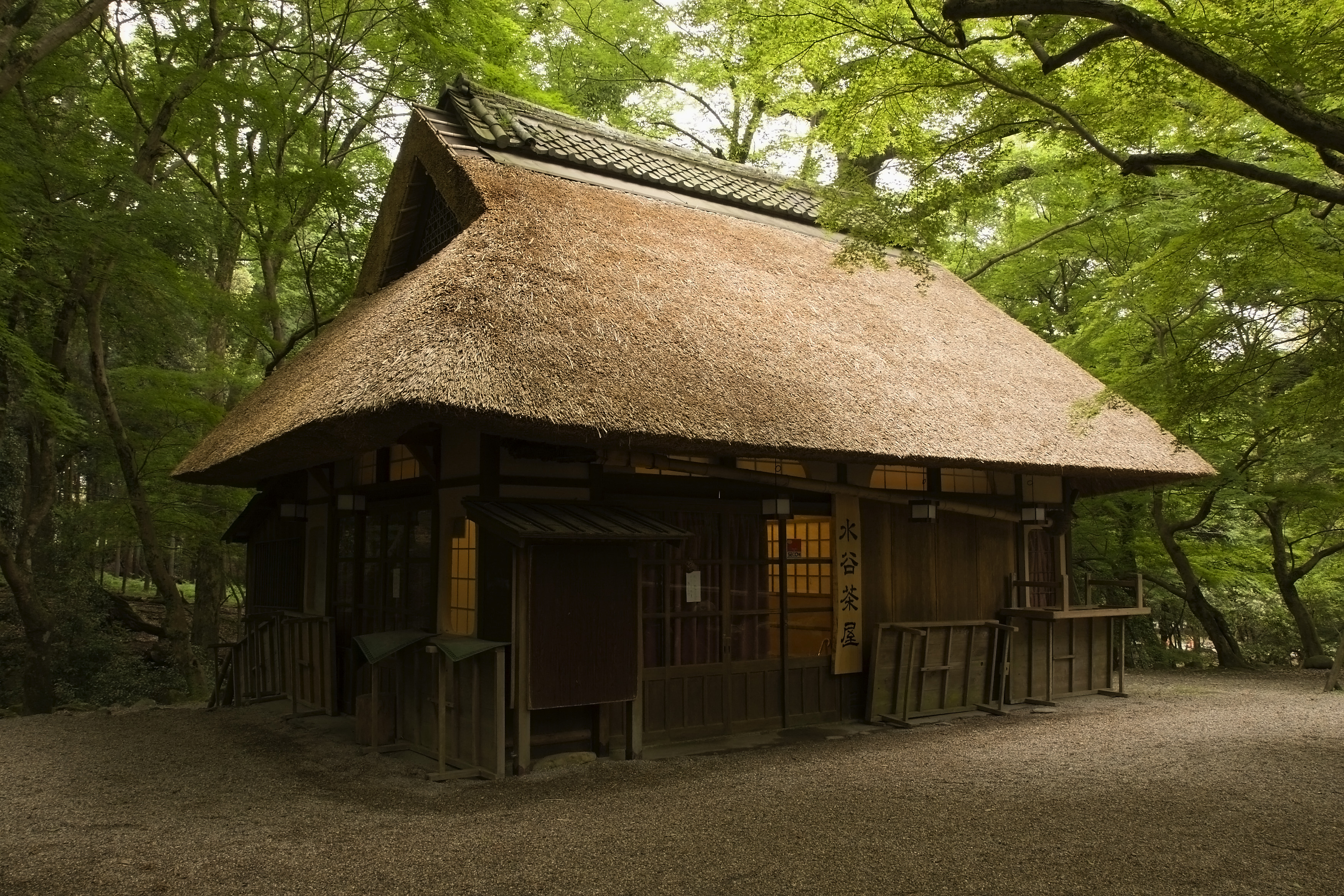

자야(일본어: 茶屋)는 일본의 중세부터 근대까지 일반적으로 존재했던 휴게소의 일종이다. 주문을 받아 차와 화과자를 제공하는 점포로 발달하였다. 자미세(茶店)라고도 한다. 현대 일본 사회에서는 추억의 대상이, 일본 국외에서는 일본 정서의 상징 중의 하나가 되었다. 따라서 관광지에서 이것을 재현한 매장과 시설이 많이 존재한다.

## 우키요에로 본 자야
|  |  |  |

|  |  |  |

## 같이 보기
- 다실